# Domagoj Vida
Domagoj Vida (Našice, 29 aprile 1989) è un calciatore croato, difensore dell'AEK Atene. Con la nazionale croata, è stato vicecampione del mondo nel 2018.

## Biografia
Domagoj Vida è nato il 29 aprile 1989 a Našice, cittadina nei pressi di Osijek. Secondogenito dell'ex calciatore Rudika, dal quale ha tratto i primi insegnamenti calcistici. A fine 2013 in un locale di Zagabria ha conosciuto la modella Ivana Gugić con la quale ha avuto un figlio nel 2015. Si è sposato a Umago il 15 giugno 2017.

## Caratteristiche tecniche

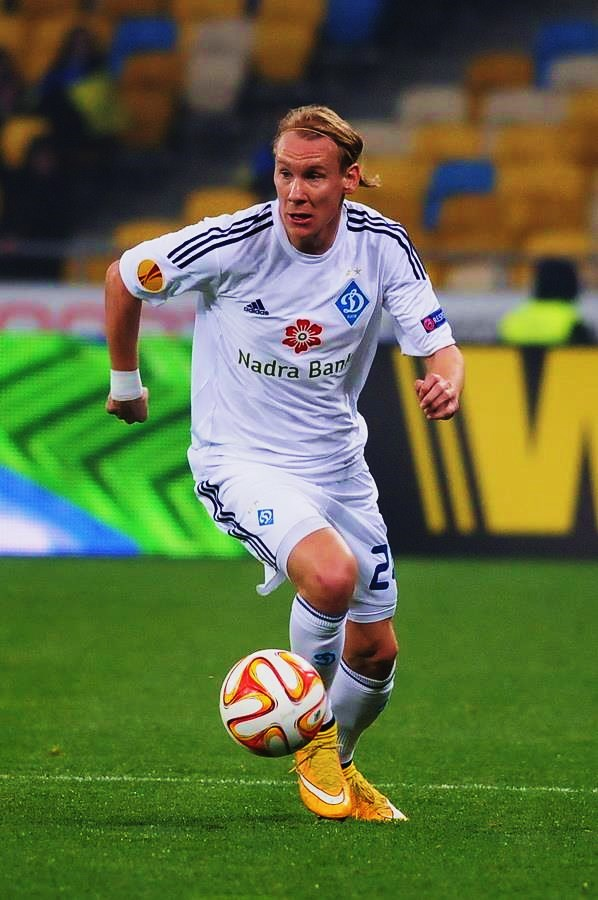
Vida in azione con la maglia della nel 2014.

Roccioso difensore centrale, dotato di un'ottima impostazione fisica. Utilizzato all'occorrenza lungo le corsie laterali - seppur prediliga essere impiegato sulla fascia destra - tra le sue caratteristiche spiccano l'abilità nel gioco aereo, tramandategli dal padre Rudika, che lo portano ad essere pericoloso su palla inattiva, la tempistica negli anticipi e un'eccessiva irruenza che lo porta a commettere falli evitabili.

## Carriera

### Club
Muove i suoi primi passi nel settore giovanile dell'Osijek, squadra della sua città. Esordisce in prima squadra il 2 dicembre 2006 a 17 anni, subentrando al posto di Milan Pavlicic contro il Rijeka a pochi istanti dal termine della sfida.
Il 29 aprile 2010 il Bayer Leverkusen comunica l'acquisto del croato per cinque stagioni a partire dal 1º luglio successivo. L'esborso economico effettuato dalla società tedesca è stato di circa 3 milioni di euro. Esordisce in Bundesliga il 5 marzo 2011 contro il Wolfsburg. Impiegato da Jupp Heynckes esclusivamente in Europa League, sarà la sua unica apparizione in campionato.
Il 16 giugno 2011 torna in Croazia, legandosi fino al 2015 alla Dinamo Zagabria. Esordisce con i croati il 13 luglio contro il Neftçi Baku, incontro vinto 3-0 e valido per l'accesso alla fase finale di Champions League. A fine stagione si aggiudica il double nazionale, vincendo il titolo e la Coppa di Croazia. Il 25 luglio 2012 una sua rete in pieno recupero consente ai croati di prevalere 3-2 sul Ludogorets e di accedere - in virtù dell'1-1 ottenuto all'andata - al turno eliminatorio successivo di Champions League.
Il 2 gennaio 2013 viene acquistato dalla Dinamo Kiev, in cambio di 6 milioni di euro. Esordisce con gli ucraini il 14 febbraio contro il Bordeaux, valida per l'andata dei sedicesimi di Europa League, venendo impiegato dal 1'. Il 17 maggio 2015 segna una rete decisiva contro il Dnipro (1-0), che permette ai compagni di laurearsi campioni d'Ucraina con due giornate d'anticipo, a distanza di sei anni dall'ultimo successo.
Il 3 gennaio 2018 firma un contratto di quattro anni e mezzo con il Besiktas, in Turchia. Il 31 luglio 2022 viene tesserato dall'AEK Atene.

### Nazionale

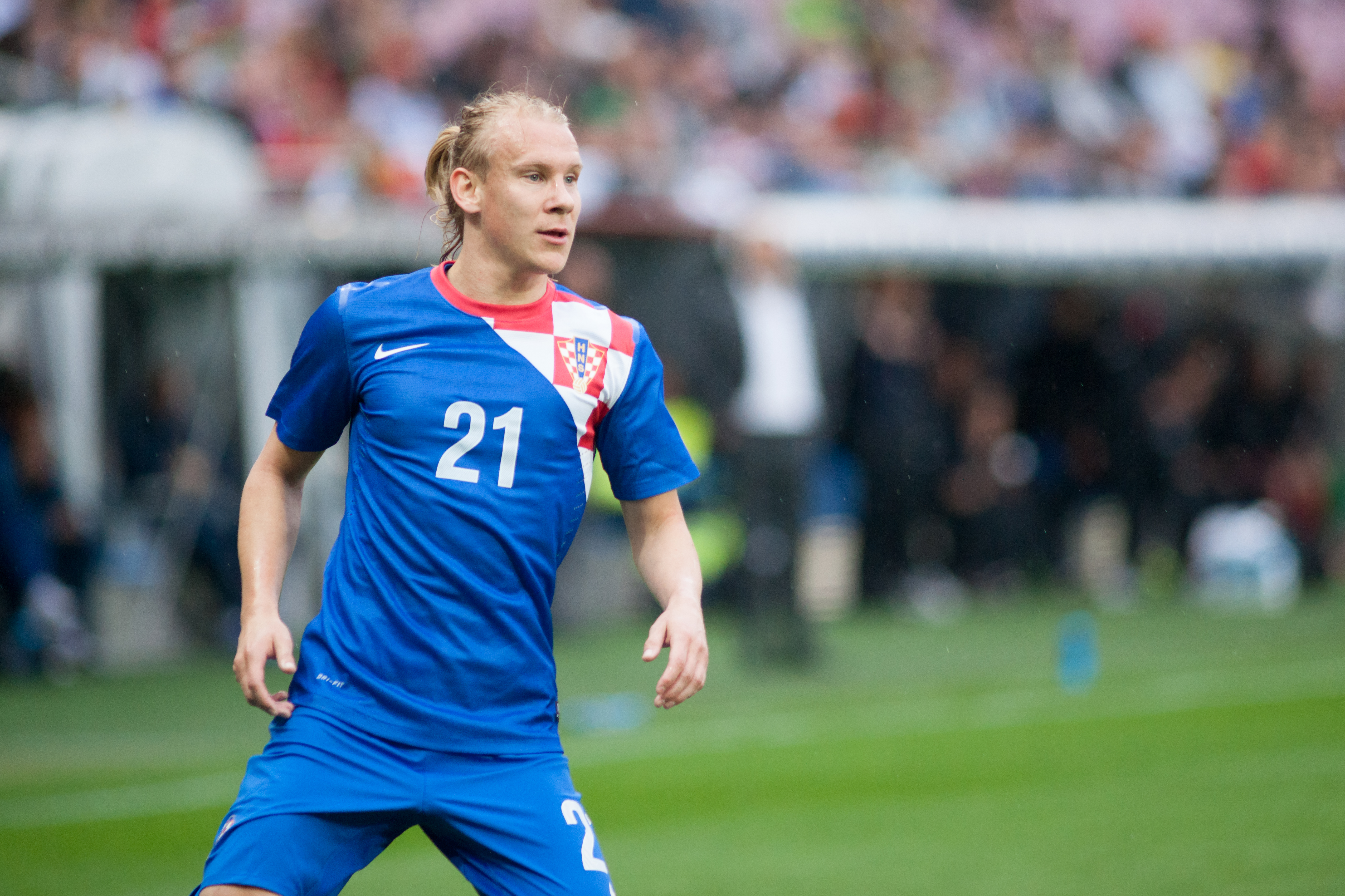
Vida in azione con la selezione croata nel 2013.

Esordisce in nazionale il 23 maggio 2010 in Croazia-Galles (2-0), subentrando al 30' della ripresa al posto di Srna. Il 29 maggio 2012 il CT Slaven Bilić lo inserisce nella lista dei convocati che parteciperanno agli Europei 2012 disputati in Polonia e Ucraina, manifestazione in cui colleziona una sola presenza contro la Spagna. Il 10 settembre 2013 mette a segno la sua prima rete in nazionale in amichevole contro la Corea del Sud. Prende quindi parte ai Mondiali 2014 in Brasile. Riserva di Ćorluka e Lovren, non verrà mai impiegato nelle tre partite disputate dai croati, eliminati nella fase a gironi. Il 31 maggio 2016 il CT Ante Čačić ne comunica la convocazione per gli Europei 2016, svolti in Francia, nei quali scende in campo in tre occasioni.
Convocato anche per i Mondiali 2018, giocati in Russia, va a segno nei quarti di finale giocati proprio contro la compagine di casa e nei quali segna anche nei rigori che hanno sancito il passaggio del turno dei croati. Dopo la vittoria sulla Russia, Domagoj Vida e Ognjen Vukojević - quest'ultimo membro dello staff della nazionale, ma in passato giocatore anch’egli della nazionale - hanno dedicato il successo sui russi all'Ucraina, paese in cui entrambi hanno giocato nel corso della loro carriera.
L'11 novembre 2020, in occasione dell'amichevole pareggiata 3-3 contro la Turchia, viene sostituito a fine primo tempo perché nell'intervallo è stata riscontrata la sua positività al COVID-19.
Il 9 novembre del 2022, viene inserito dal CT Zlatko Dalić nella lista dei convocati per i Mondiali di calcio in Qatar. Una settimana esatta dopo raggiunge quota 100 presenze con la Croazia in occasione dell'amichevole pre-manifestazione vinta 1-0 contro l'Arabia Saudita.
Successivamente viene convocato pure per Euro 2024.
Il 21 luglio 2024 si ritira ufficialmente dalla nazionale croata.

## Vita personale
Domagoj Vida è nato a Našice, ma è cresciuto a Donji Miholjac nella famiglia di Željka Ursanić e dell'ex calciatore Rudika Vida.
Nel 2015, Vida e la sua fidanzata Ivana Gugić hanno dato il benvenuto al loro primo figlio, un maschietto che hanno chiamato David. Vida e Gugić si sono sposati a Umago nel giugno 2017.

## Statistiche

### Presenze e reti nei club
Statistiche aggiornate al 1º settembre 2024.
| Stagione               | Squadra                | Campionato             | Campionato | Campionato | Coppe nazionali | Coppe nazionali | Coppe nazionali | Coppe continentali | Coppe continentali | Coppe continentali | Altre coppe | Altre coppe | Altre coppe | Totale | Totale |
| Stagione               | Squadra                | Comp                   | Pres       | Reti       | Comp            | Pres            | Reti            | Comp               | Pres               | Reti               | Comp        | Pres        | Reti        | Pres   | Reti   |
| ---------------------- | ---------------------- | ---------------------- | ---------- | ---------- | --------------- | --------------- | --------------- | ------------------ | ------------------ | ------------------ | ----------- | ----------- | ----------- | ------ | ------ |
| 2006-2007              | Osijek                 | 1. HNL                 | 12         | 0          | CC              | 0               | 0               | -                  | -                  | -                  | -           | -           | -           | 12     | 0      |
| 2007-2008              | Osijek                 | 1. HNL                 | 21         | 0          | CC              | 1               | 0               | -                  | -                  | -                  | -           | -           | -           | 22     | 0      |
| 2008-2009              | Osijek                 | 1. HNL                 | 30         | 2          | CC              | 1               | 0               | -                  | -                  | -                  | -           | -           | -           | 31     | 2      |
| 2009-2010              | Osijek                 | 1. HNL                 | 27         | 4          | CC              | 3               | 0               | -                  | -                  | -                  | -           | -           | -           | 30     | 4      |
| Totale Osijek          | Totale Osijek          | Totale Osijek          | 90         | 6          |                 | 5               | 0               |                    | -                  | -                  |             | -           | -           | 95     | 6      |
| 2010-2011              | Bayer Leverkusen       | BL                     | 1          | 0          | CG              | 0               | 0               | UEL                | 8                  | 0                  | -           | -           | -           | 9      | 0      |
| 2011-2012              | Dinamo Zagabria        | 1. HNL                 | 29         | 2          | CC              | 6               | 0               | UCL                | 12                 | 0                  | -           | -           | -           | 47     | 2      |
| 2012-gen. 2013         | Dinamo Zagabria        | 1. HNL                 | 15         | 4          | CC              | 1               | 0               | UCL                | 12                 | 2                  | -           | -           | -           | 28     | 6      |
| Totale Dinamo Zagabria | Totale Dinamo Zagabria | Totale Dinamo Zagabria | 44         | 6          |                 | 7               | 0               |                    | 24                 | 2                  |             | -           | -           | 75     | 8      |
| gen.-giu. 2013         | Dinamo Kiev            | PL                     | 12         | 1          | KU              | 0               | 0               | UEL                | 2                  | 0                  | -           | -           | -           | 14     | 1      |
| 2013-2014              | Dinamo Kiev            | PL                     | 17         | 0          | KU              | 4               | 1               | UEL                | 5                  | 0                  | -           | -           | -           | 26     | 1      |
| 2014-2015              | Dinamo Kiev            | PL                     | 20         | 2          | KU              | 6               | 0               | UEL                | 10                 | 1                  | SU          | 1           | 0           | 37     | 3      |
| 2015-2016              | Dinamo Kiev            | PL                     | 18         | 2          | KU              | 3               | 0               | UCL                | 5                  | 0                  | SU          | 1           | 0           | 27     | 2      |
| 2016-2017              | Dinamo Kiev            | PL                     | 28         | 3          | KU              | 4               | 0               | UCL                | 6                  | 0                  | SU          | 1           | 1           | 39     | 4      |
| 2017-gen. 2018         | Dinamo Kiev            | PL                     | 9          | 2          | KU              | 0               | 0               | UCL+UEL            | 2+6                | 0                  | SU          | 1           | 0           | 18     | 2      |
| Totale Dinamo Kiev     | Totale Dinamo Kiev     | Totale Dinamo Kiev     | 104        | 10         |                 | 17              | 1               |                    | 36                 | 1                  |             | 4           | 1           | 161    | 13     |
| gen.-giu. 2018         | Beşiktaş               | SL                     | 13         | 1          | TK              | 4               | 0               | UCL                | 1                  | 0                  | ST          | -           | -           | 18     | 1      |
| 2018-2019              | Beşiktaş               | SL                     | 31         | 3          | TK              | 0               | 0               | UEL                | 7                  | 0                  | -           | -           | -           | 38     | 3      |
| 2019-2020              | Beşiktaş               | SL                     | 31         | 5          | TK              | 2               | 0               | UEL                | 5                  | 0                  | -           | -           | -           | 38     | 5      |
| 2020-2021              | Beşiktaş               | SL                     | 34         | 5          | TK              | 4               | 1               | UCL+UEL            | 1+0                | 0                  | -           | -           | -           | 39     | 6      |
| 2021-2022              | Beşiktaş               | SL                     | 28         | 1          | TK              | 1               | 0               | UCL                | 2                  | 0                  | ST          | 1           | 0           | 32     | 1      |
| Totale Beşiktaş        | Totale Beşiktaş        | Totale Beşiktaş        | 137        | 15         |                 | 11              | 1               |                    | 16                 | 0                  |             | 1           | 0           | 165    | 16     |
| 2022-2023              | AEK Atene              | SL                     | 22+9       | 1          | CG              | 2               | 0               | -                  | -                  | -                  | -           | -           | -           | 33     | 1      |
| 2023-2024              | AEK Atene              | SL                     | 19+10      | 4+2        | CG              | 1               | 0               | UCL+UEL            | 4+5                | 1+1                | -           | -           | -           | 39     | 8      |
| 2024-2025              | AEK Atene              | SL                     | 3          | 0          | CG              | 0               | 0               | UECL               | 4                  | 0                  | -           | -           | -           | 7      | 0      |
| Totale AEK Atene       | Totale AEK Atene       | Totale AEK Atene       | 63         | 7          |                 | 3               | 0               |                    | 13                 | 2                  |             | -           | -           | 79     | 9      |
| Totale carriera        | Totale carriera        | Totale carriera        | 439        | 44         |                 | 43              | 2               |                    | 97                 | 5                  |             | 5           | 1           | 584    | 52     |

### Cronologia presenze e reti in nazionale
| Cronologia completa delle presenze e delle reti in nazionale ― Croazia | Cronologia completa delle presenze e delle reti in nazionale ― Croazia | Cronologia completa delle presenze e delle reti in nazionale ― Croazia | Cronologia completa delle presenze e delle reti in nazionale ― Croazia | Cronologia completa delle presenze e delle reti in nazionale ― Croazia | Cronologia completa delle presenze e delle reti in nazionale ― Croazia | Cronologia completa delle presenze e delle reti in nazionale ― Croazia | Cronologia completa delle presenze e delle reti in nazionale ― Croazia |
| Data                                                                   | Città                                                                  | In casa                                                                | Risultato                                                              | Ospiti                                                                 | Competizione                                                           | Reti                                                                   | Note                                                                   |
| ---------------------------------------------------------------------- | ---------------------------------------------------------------------- | ---------------------------------------------------------------------- | ---------------------------------------------------------------------- | ---------------------------------------------------------------------- | ---------------------------------------------------------------------- | ---------------------------------------------------------------------- | ---------------------------------------------------------------------- |
| 23-5-2010                                                              | Osijek                                                                 | Croazia                                                                | 2 – 0                                                                  | Galles                                                                 | Amichevole                                                             | -                                                                      | 75’                                                                    |
| 26-5-2010                                                              | Tallinn                                                                | Estonia                                                                | 0 – 0                                                                  | Croazia                                                                | Amichevole                                                             | -                                                                      |                                                                        |
| 29-3-2011                                                              | Saint-Denis                                                            | Francia                                                                | 0 – 0                                                                  | Croazia                                                                | Amichevole                                                             | -                                                                      | 80’ 84’                                                                |
| 7-10-2011                                                              | Atene                                                                  | Grecia                                                                 | 2 – 0                                                                  | Croazia                                                                | Qual. Euro 2012                                                        | -                                                                      | 75’                                                                    |
| 11-10-2011                                                             | Fiume                                                                  | Croazia                                                                | 2 – 0                                                                  | Lettonia                                                               | Qual. Euro 2012                                                        | -                                                                      | 34’                                                                    |
| 11-11-2011                                                             | Istanbul                                                               | Turchia                                                                | 0 – 3                                                                  | Croazia                                                                | Qual. Euro 2012                                                        | -                                                                      |                                                                        |
| 15-11-2011                                                             | Zagabria                                                               | Croazia                                                                | 0 – 0                                                                  | Turchia                                                                | Qual. Euro 2012                                                        | -                                                                      | 18’                                                                    |
| 29-2-2012                                                              | Zagabria                                                               | Croazia                                                                | 1 – 3                                                                  | Svezia                                                                 | Amichevole                                                             | -                                                                      | 35’ 67’                                                                |
| 25-5-2012                                                              | Pola                                                                   | Croazia                                                                | 3 – 1                                                                  | Estonia                                                                | Amichevole                                                             | -                                                                      |                                                                        |
| 2-6-2012                                                               | Oslo                                                                   | Norvegia                                                               | 1 – 1                                                                  | Croazia                                                                | Amichevole                                                             | -                                                                      |                                                                        |
| 18-6-2012                                                              | Danzica                                                                | Croazia                                                                | 0 – 1                                                                  | Spagna                                                                 | Euro 2012 - 1º turno                                                   | -                                                                      | 66’                                                                    |
| 15-8-2012                                                              | Spalato                                                                | Croazia                                                                | 2 – 4                                                                  | Svizzera                                                               | Amichevole                                                             | -                                                                      |                                                                        |
| 7-9-2012                                                               | Zagabria                                                               | Croazia                                                                | 1 – 0                                                                  | Macedonia                                                              | Qual. Mondiali 2014                                                    | -                                                                      | 81’                                                                    |
| 11-9-2012                                                              | Bruxelles                                                              | Belgio                                                                 | 1 – 1                                                                  | Croazia                                                                | Qual. Mondiali 2014                                                    | -                                                                      |                                                                        |
| 16-10-2012                                                             | Osijek                                                                 | Croazia                                                                | 2 – 0                                                                  | Galles                                                                 | Qual. Mondiali 2014                                                    | -                                                                      | 85’                                                                    |
| 22-3-2013                                                              | Zagabria                                                               | Croazia                                                                | 2 – 0                                                                  | Serbia                                                                 | Qual. Mondiali 2014                                                    | -                                                                      |                                                                        |
| 10-6-2013                                                              | Ginevra                                                                | Croazia                                                                | 0 – 1                                                                  | Portogallo                                                             | Amichevole                                                             | -                                                                      |                                                                        |
| 14-8-2013                                                              | Vaduz                                                                  | Liechtenstein                                                          | 2 – 3                                                                  | Croazia                                                                | Amichevole                                                             | -                                                                      |                                                                        |
| 10-9-2013                                                              | Jeonju                                                                 | Corea del Sud                                                          | 1 – 2                                                                  | Croazia                                                                | Amichevole                                                             | 1                                                                      | 88’                                                                    |
| 11-10-2013                                                             | Zagabria                                                               | Croazia                                                                | 1 – 2                                                                  | Belgio                                                                 | Qual. Mondiali 2014                                                    | -                                                                      |                                                                        |
| 15-10-2013                                                             | Edimburgo                                                              | Scozia                                                                 | 2 – 0                                                                  | Croazia                                                                | Qual. Mondiali 2014                                                    | -                                                                      |                                                                        |
| 31-5-2014                                                              | Osijek                                                                 | Croazia                                                                | 2 – 1                                                                  | Mali                                                                   | Amichevole                                                             | -                                                                      | 60’                                                                    |
| 7-6-2014                                                               | Salvador de Bahia                                                      | Croazia                                                                | 1 – 0                                                                  | Australia                                                              | Amichevole                                                             | -                                                                      | 44’                                                                    |
| 4-9-2014                                                               | Pola                                                                   | Croazia                                                                | 2 – 0                                                                  | Cipro                                                                  | Amichevole                                                             | -                                                                      | 69’                                                                    |
| 10-10-2014                                                             | Sofia                                                                  | Bulgaria                                                               | 0 – 1                                                                  | Croazia                                                                | Qual. Euro 2016                                                        | -                                                                      | 51’                                                                    |
| 13-10-2014                                                             | Osijek                                                                 | Croazia                                                                | 6 – 0                                                                  | Azerbaigian                                                            | Qual. Euro 2016                                                        | -                                                                      |                                                                        |
| 16-11-2014                                                             | Milano                                                                 | Italia                                                                 | 1 – 1                                                                  | Croazia                                                                | Qual. Euro 2016                                                        | -                                                                      |                                                                        |
| 28-3-2015                                                              | Zagabria                                                               | Croazia                                                                | 5 – 1                                                                  | Norvegia                                                               | Qual. Euro 2016                                                        | -                                                                      |                                                                        |
| 12-6-2015                                                              | Spalato                                                                | Croazia                                                                | 1 – 1                                                                  | Italia                                                                 | Qual. Euro 2016                                                        | -                                                                      |                                                                        |
| 3-9-2015                                                               | Baku                                                                   | Azerbaigian                                                            | 0 – 0                                                                  | Croazia                                                                | Qual. Euro 2016                                                        | -                                                                      | 43’                                                                    |
| 6-9-2015                                                               | Oslo                                                                   | Norvegia                                                               | 2 – 0                                                                  | Croazia                                                                | Qual. Euro 2016                                                        | -                                                                      |                                                                        |
| 10-10-2015                                                             | Zagabria                                                               | Croazia                                                                | 3 – 0                                                                  | Bulgaria                                                               | Qual. Euro 2016                                                        | -                                                                      |                                                                        |
| 13-10-2015                                                             | Ta' Qali                                                               | Malta                                                                  | 0 – 1                                                                  | Croazia                                                                | Qual. Euro 2016                                                        | -                                                                      |                                                                        |
| 17-11-2015                                                             | Rostov                                                                 | Russia                                                                 | 1 – 3                                                                  | Croazia                                                                | Amichevole                                                             | -                                                                      | 37’                                                                    |
| 23-3-2016                                                              | Osijek                                                                 | Croazia                                                                | 2 – 0                                                                  | Israele                                                                | Amichevole                                                             | -                                                                      |                                                                        |
| 26-3-2016                                                              | Budapest                                                               | Ungheria                                                               | 1 – 1                                                                  | Croazia                                                                | Amichevole                                                             | -                                                                      | 49’                                                                    |
| 27-5-2016                                                              | Koprivnica                                                             | Croazia                                                                | 1 – 0                                                                  | Moldavia                                                               | Amichevole                                                             | -                                                                      | 46’                                                                    |
| 4-6-2016                                                               | Fiume                                                                  | Croazia                                                                | 10 – 0                                                                 | San Marino                                                             | Amichevole                                                             | -                                                                      |                                                                        |
| 12-6-2016                                                              | Parigi                                                                 | Turchia                                                                | 0 – 1                                                                  | Croazia                                                                | Euro 2016 - 1º turno                                                   | -                                                                      | 87’                                                                    |
| 17-6-2016                                                              | Saint-Étienne                                                          | Rep. Ceca                                                              | 2 – 2                                                                  | Croazia                                                                | Euro 2016 - 1º turno                                                   | -                                                                      | 88’                                                                    |
| 25-6-2016                                                              | Lens                                                                   | Croazia                                                                | 0 – 1 dts                                                              | Portogallo                                                             | Euro 2016 - Ottavi di finale                                           | -                                                                      |                                                                        |
| 5-9-2016                                                               | Zagabria                                                               | Croazia                                                                | 1 – 1                                                                  | Turchia                                                                | Qual. Mondiali 2018                                                    | -                                                                      |                                                                        |
| 6-10-2016                                                              | Scutari                                                                | Kosovo                                                                 | 0 – 6                                                                  | Croazia                                                                | Qual. Mondiali 2018                                                    | -                                                                      |                                                                        |
| 9-10-2016                                                              | Tampere                                                                | Finlandia                                                              | 0 – 1                                                                  | Croazia                                                                | Qual. Mondiali 2018                                                    | -                                                                      |                                                                        |
| 12-11-2016                                                             | Zagabria                                                               | Croazia                                                                | 2 – 0                                                                  | Islanda                                                                | Qual. Mondiali 2018                                                    | -                                                                      | 76’                                                                    |
| 15-11-2016                                                             | Belfast                                                                | Irlanda del Nord                                                       | 0 – 3                                                                  | Croazia                                                                | Amichevole                                                             | -                                                                      | 59’                                                                    |
| 24-3-2017                                                              | Zagabria                                                               | Croazia                                                                | 1 – 0                                                                  | Ucraina                                                                | Qual. Mondiali 2018                                                    | -                                                                      |                                                                        |
| 28-3-2017                                                              | Tallinn                                                                | Estonia                                                                | 3 – 0                                                                  | Croazia                                                                | Amichevole                                                             | -                                                                      | 84’                                                                    |
| 11-6-2017                                                              | Reykjavík                                                              | Islanda                                                                | 1 – 0                                                                  | Croazia                                                                | Qual. Mondiali 2018                                                    | -                                                                      |                                                                        |
| 2-9-2017                                                               | Zagabria                                                               | Croazia                                                                | 1 – 0                                                                  | Kosovo                                                                 | Qual. Mondiali 2018                                                    | 1                                                                      |                                                                        |
| 5-9-2017                                                               | Eskişehir                                                              | Turchia                                                                | 1 – 0                                                                  | Croazia                                                                | Qual. Mondiali 2018                                                    | -                                                                      |                                                                        |
| 6-10-2017                                                              | Fiume                                                                  | Croazia                                                                | 1 – 1                                                                  | Finlandia                                                              | Qual. Mondiali 2018                                                    | -                                                                      |                                                                        |
| 9-10-2017                                                              | Kiev                                                                   | Ucraina                                                                | 0 – 2                                                                  | Croazia                                                                | Qual. Mondiali 2018                                                    | -                                                                      |                                                                        |
| 9-11-2017                                                              | Zagabria                                                               | Croazia                                                                | 4 – 1                                                                  | Grecia                                                                 | Qual. Mondiali 2018                                                    | -                                                                      |                                                                        |
| 12-11-2017                                                             | Atene                                                                  | Grecia                                                                 | 0 – 0                                                                  | Croazia                                                                | Qual. Mondiali 2018                                                    | -                                                                      |                                                                        |
| 23-3-2018                                                              | Miami Gardens                                                          | Perù                                                                   | 2 – 0                                                                  | Croazia                                                                | Amichevole                                                             | -                                                                      |                                                                        |
| 27-3-2018                                                              | Arlington                                                              | Messico                                                                | 0 – 1                                                                  | Croazia                                                                | Amichevole                                                             | -                                                                      |                                                                        |
| 3-6-2018                                                               | Liverpool                                                              | Brasile                                                                | 2 – 0                                                                  | Croazia                                                                | Amichevole                                                             | -                                                                      |                                                                        |
| 8-6-2018                                                               | Osijek                                                                 | Croazia                                                                | 2 – 1                                                                  | Senegal                                                                | Amichevole                                                             | -                                                                      |                                                                        |
| 16-6-2018                                                              | Kaliningrad                                                            | Croazia                                                                | 2 – 0                                                                  | Nigeria                                                                | Mondiali 2018 - 1º turno                                               | -                                                                      |                                                                        |
| 21-6-2018                                                              | Nižnij Novgorod                                                        | Argentina                                                              | 0 – 3                                                                  | Croazia                                                                | Mondiali 2018 - 1º turno                                               | -                                                                      |                                                                        |
| 1-7-2018                                                               | Nižnij Novgorod                                                        | Croazia                                                                | 1 – 1 dts (3 – 2 dtr)                                                  | Danimarca                                                              | Mondiali 2018 - Ottavi di finale                                       | -                                                                      |                                                                        |
| 7-7-2018                                                               | Soči                                                                   | Russia                                                                 | 2 – 2 dts (3 – 4 dtr)                                                  | Croazia                                                                | Mondiali 2018 - Quarti di finale                                       | 1                                                                      | 101’                                                                   |
| 11-7-2018                                                              | Mosca                                                                  | Croazia                                                                | 2 – 1 dts                                                              | Inghilterra                                                            | Mondiali 2018 - Semifinale                                             | -                                                                      |                                                                        |
| 15-7-2018                                                              | Mosca                                                                  | Francia                                                                | 4 – 2                                                                  | Croazia                                                                | Mondiali 2018 - Finale                                                 | -                                                                      |                                                                        |
| 6-9-2018                                                               | Lisbona                                                                | Portogallo                                                             | 1 – 1                                                                  | Croazia                                                                | Amichevole                                                             | -                                                                      | 35’                                                                    |
| 11-9-2018                                                              | Elche                                                                  | Spagna                                                                 | 6 – 0                                                                  | Croazia                                                                | UEFA Nations League 2018-2019 - 1º turno                               | -                                                                      |                                                                        |
| 12-10-2018                                                             | Fiume                                                                  | Croazia                                                                | 0 – 0                                                                  | Inghilterra                                                            | UEFA Nations League 2018-2019 - 1º turno                               | -                                                                      |                                                                        |
| 16-10-2018                                                             | Fiume                                                                  | Croazia                                                                | 2 – 1                                                                  | Giordania                                                              | Amichevole                                                             | 1                                                                      | Cap.                                                                   |
| 15-11-2018                                                             | Zagabria                                                               | Croazia                                                                | 3 – 2                                                                  | Spagna                                                                 | UEFA Nations League 2018-2019 - 1º turno                               | -                                                                      |                                                                        |
| 18-11-2018                                                             | Londra                                                                 | Inghilterra                                                            | 2 – 1                                                                  | Croazia                                                                | UEFA Nations League 2018-2019 - 1º turno                               | -                                                                      |                                                                        |
| 21-3-2019                                                              | Zagabria                                                               | Croazia                                                                | 2 – 1                                                                  | Azerbaigian                                                            | Qual. Euro 2020                                                        | -                                                                      |                                                                        |
| 24-3-2019                                                              | Budapest                                                               | Ungheria                                                               | 2 – 1                                                                  | Croazia                                                                | Qual. Euro 2020                                                        | -                                                                      |                                                                        |
| 8-6-2019                                                               | Osijek                                                                 | Croazia                                                                | 2 – 1                                                                  | Galles                                                                 | Qual. Euro 2020                                                        | -                                                                      | 69’                                                                    |
| 11-6-2019                                                              | Varaždin                                                               | Croazia                                                                | 1 – 2                                                                  | Tunisia                                                                | Amichevole                                                             | -                                                                      | Cap. 69’                                                               |
| 6-9-2019                                                               | Bratislava                                                             | Slovacchia                                                             | 0 – 4                                                                  | Croazia                                                                | Qual. Euro 2020                                                        | -                                                                      |                                                                        |
| 9-9-2019                                                               | Baku                                                                   | Azerbaigian                                                            | 1 – 1                                                                  | Croazia                                                                | Qual. Euro 2020                                                        | -                                                                      |                                                                        |
| 10-10-2019                                                             | Spalato                                                                | Croazia                                                                | 3 – 0                                                                  | Ungheria                                                               | Qual. Euro 2020                                                        | -                                                                      | 31’                                                                    |
| 13-10-2019                                                             | Cardiff                                                                | Galles                                                                 | 1 – 1                                                                  | Croazia                                                                | Qual. Euro 2020                                                        | -                                                                      | 15’                                                                    |
| 5-9-2020                                                               | Porto                                                                  | Portogallo                                                             | 4 – 1                                                                  | Croazia                                                                | UEFA Nations League 2020-2021 - 1º turno                               | -                                                                      | Cap.                                                                   |
| 8-9-2020                                                               | Saint-Denis                                                            | Francia                                                                | 4 – 2                                                                  | Croazia                                                                | UEFA Nations League 2020-2021 - 1º turno                               | -                                                                      | 57’                                                                    |
| 7-10-2020                                                              | San Gallo                                                              | Svizzera                                                               | 1 – 2                                                                  | Croazia                                                                | Amichevole                                                             | -                                                                      | Cap.                                                                   |
| 14-10-2020                                                             | Zagabria                                                               | Croazia                                                                | 1 – 2                                                                  | Francia                                                                | UEFA Nations League 2020-2021 - 1º turno                               | -                                                                      |                                                                        |
| 11-11-2020                                                             | Istanbul                                                               | Turchia                                                                | 3 – 3                                                                  | Croazia                                                                | Amichevole                                                             | -                                                                      | Cap. 46’                                                               |
| 24-3-2021                                                              | Lubiana                                                                | Slovenia                                                               | 1 – 0                                                                  | Croazia                                                                | Qual. Mondiali 2022                                                    | -                                                                      | 68’                                                                    |
| 30-3-2021                                                              | Fiume                                                                  | Croazia                                                                | 3 – 0                                                                  | Malta                                                                  | Qual. Mondiali 2022                                                    | -                                                                      | Cap. 81’                                                               |
| 1-6-2021                                                               | Velika Gorica                                                          | Croazia                                                                | 1 – 1                                                                  | Armenia                                                                | Amichevole                                                             | -                                                                      | 46’                                                                    |
| 6-6-2021                                                               | Bruxelles                                                              | Belgio                                                                 | 1 – 0                                                                  | Croazia                                                                | Amichevole                                                             | -                                                                      |                                                                        |
| 13-6-2021                                                              | Londra                                                                 | Inghilterra                                                            | 1 – 0                                                                  | Croazia                                                                | Euro 2020 - 1º turno                                                   | -                                                                      |                                                                        |
| 18-6-2021                                                              | Glasgow                                                                | Croazia                                                                | 1 – 1                                                                  | Rep. Ceca                                                              | Euro 2020 - 1º turno                                                   | -                                                                      |                                                                        |
| 22-6-2021                                                              | Glasgow                                                                | Croazia                                                                | 3 – 1                                                                  | Scozia                                                                 | Euro 2020 - 1º turno                                                   | -                                                                      |                                                                        |
| 28-6-2021                                                              | Copenaghen                                                             | Croazia                                                                | 3 – 5 dts                                                              | Spagna                                                                 | Euro 2020 - Ottavi di finale                                           | -                                                                      |                                                                        |
| 4-9-2021                                                               | Bratislava                                                             | Slovacchia                                                             | 0 – 1                                                                  | Croazia                                                                | Qual. Mondiali 2022                                                    | -                                                                      | Cap.                                                                   |
| 7-9-2021                                                               | Spalato                                                                | Croazia                                                                | 3 – 0                                                                  | Slovenia                                                               | Qual. Mondiali 2022                                                    | -                                                                      |                                                                        |
| 11-10-2021                                                             | Osijek                                                                 | Croazia                                                                | 2 – 2                                                                  | Slovacchia                                                             | Qual. Mondiali 2022                                                    | -                                                                      |                                                                        |
| 26-3-2022                                                              | Osijek                                                                 | Croazia                                                                | 1 – 1                                                                  | Slovenia                                                               | Amichevole                                                             | -                                                                      | 73’                                                                    |
| 29-3-2022                                                              | Al Rayyan                                                              | Croazia                                                                | 2 – 1                                                                  | Bulgaria                                                               | Amichevole                                                             | -                                                                      | Cap. 46’                                                               |
| 6-6-2022                                                               | Spalato                                                                | Croazia                                                                | 1 – 1                                                                  | Francia                                                                | UEFA Nations League 2022-2023 - 1º turno                               | -                                                                      | 21’                                                                    |
| 22-9-2022                                                              | Zagabria                                                               | Croazia                                                                | 2 – 1                                                                  | Danimarca                                                              | UEFA Nations League 2022-2023 - 1º turno                               | -                                                                      | 90+3’                                                                  |
| 16-11-2022                                                             | Riyad                                                                  | Arabia Saudita                                                         | 0 – 1                                                                  | Croazia                                                                | Amichevole                                                             | -                                                                      | 58’                                                                    |
| 14-6-2023                                                              | Rotterdam                                                              | Paesi Bassi                                                            | 2 – 4 dts                                                              | Croazia                                                                | UEFA Nations League 2022-2023 - Semifinale                             | -                                                                      |                                                                        |
| 8-9-2023                                                               | Fiume                                                                  | Croazia                                                                | 5 – 0                                                                  | Lettonia                                                               | Qual. Euro 2024                                                        | -                                                                      | 46’                                                                    |
| 15-10-2023                                                             | Cardiff                                                                | Galles                                                                 | 2 – 1                                                                  | Croazia                                                                | Qual. Euro 2024                                                        | -                                                                      | 31’                                                                    |
| 26-3-2024                                                              | Il Cairo                                                               | Egitto                                                                 | 2 – 4                                                                  | Croazia                                                                | Amichevole                                                             | -                                                                      |                                                                        |
| 3-6-2024                                                               | Fiume                                                                  | Croazia                                                                | 3 – 0                                                                  | Macedonia del Nord                                                     | Amichevole                                                             | -                                                                      |                                                                        |
| Totale                                                                 |                                                                        | Presenze (8º posto)                                                    | 105                                                                    |                                                                        | Reti                                                                   | 4                                                                      |                                                                        |

## Palmarès

### Club

#### Competizioni nazionali
- Campionato croato: 1

Dinamo Zagabria: 2011-2012
- Coppa di Croazia: 1

Dinamo Zagabria: 2011-2012
- Campionato ucraino: 2

Dinamo Kiev: 2014-2015, 2015-2016
- Coppa d'Ucraina: 2

Dinamo Kiev: 2013-2014, 2014-2015
- Supercoppa d'Ucraina: 1

Dinamo Kiev: 2016
- Campionato turco: 1

Besiktas: 2020-2021
- Coppa di Turchia: 1

Beşiktaş: 2020-2021
- Supercoppa di Turchia: 1

Besiktas: 2021
- Campionato greco: 1

AEK Atene: 2022-2023
- Coppa di Grecia: 1

AEK Atene: 2022-2023